# Wu Yajun
Wu Yajun (chinesisch 吳亞軍 / 吴亚军, Pinyin Wú Yàjūn, * Februar 1964 in Hechuan, Chongqing) ist eine chinesische Unternehmerin und Politikerin.

## Leben
Wu studierte an der Fakultät für Schiffstechnik der Polytechnischen Universität Nordwestchinas in Xi’an. Im Juli 1984 schloss sie ihr Studium mit dem Vordiplom ab.
Wu leitete das chinesische Immobilienunternehmen Longfor Properties. Sie ist Mitglied im chinesischen Nationalen Volkskongress. Nach Angaben des US-amerikanischen Forbes Magazine gehört Wu zu den reichsten Chinesen.